# Väinämöinen

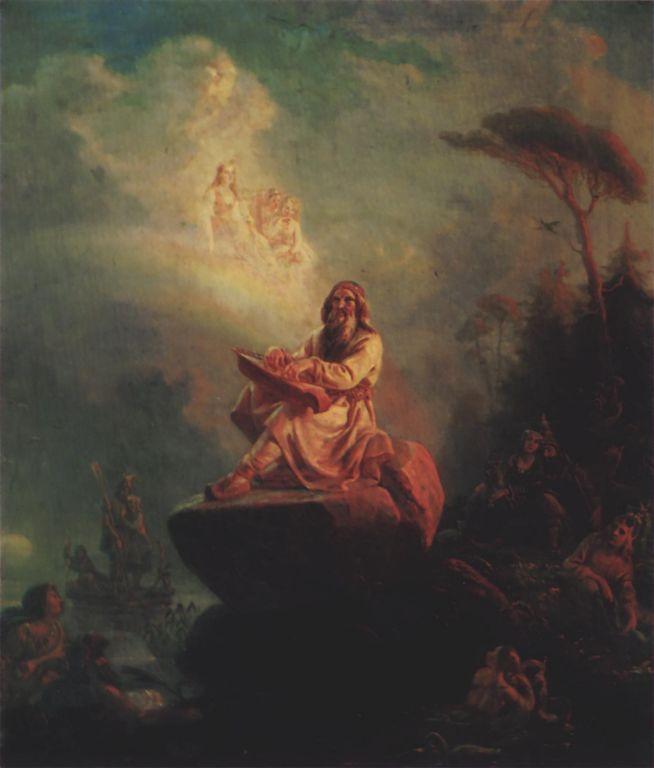
R.W Ekman: Väinämöinen

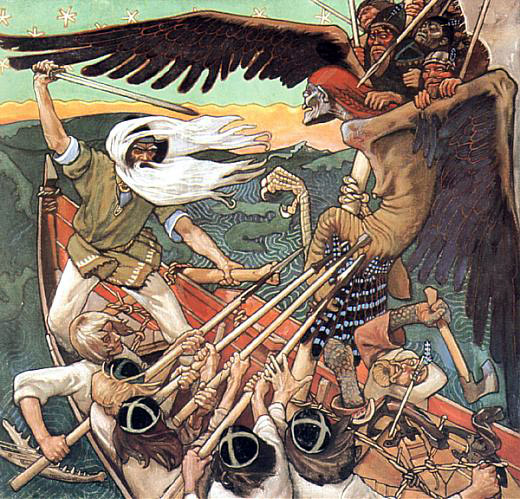
Sammon puolustus ("La defensa del Sampo", 1896), mural de Akseli Gallen-Kallela en el Museo de Arte de Turku.

Väinämöinen o Väino (escrito frecuentemente en castellano Vainamoinen) es un personaje mitológico finlandés descrito como un hombre anciano y sabio con una voz portentosa y mágica, que protagoniza la leyenda de Vainamonen el eterno cantor, explicación mitológica del origen del mundo y la raza humana. Väinämöinen aparece con su gran barba blanca confrontando a Louhi transformada en un ave.
Según la contextualización épica, Vainamoinen fue concebido por la hija de la naturaleza, Ilmatar o Luonnotar. al encontrarse esta con el viento y las olas. Durante setecientos treinta años llevó al niño en sus entrañas sin nacer, sentada sobre el mar. Un día un pato salvaje se detuvo en la rodilla que sobresalía del agua y allí construyó su nido, donde puso siete huevos: seis de oro y uno de hierro. Cuando la muchacha sacudió su cuerpo estos huevos cayeron al mar y se quebraron. De estos huevos nacieron la tierra, los cielos, la luna, las estrellas y las nubes.
Tras diez años la hija de la naturaleza creó las islas y los continentes, pero Vainamoinen no nacería, sino hasta treinta años después, invocando la fuerza del sol y las estrellas, y dejando que su madre regresara a los cielos. Vainamoinen tuvo que vagar ocho años por el mar antes de poder llegar a tierra firme, lo que le daría un hijo, Pellervoinen, a quien Vainamoinen le pidió que sembrara el suelo de árboles y flores, dando origen también a la primera cosecha.
Vainamonen es también el sabio eterno, que pone en orden el caos y quien funda la tierra de Kaleva, donde suceden gran parte de los acontecimientos del Kalevala. Su búsqueda ansiosa tras una esposa pondrá a la tierra de Kaleva en un primer contacto amistoso, luego hostil, con el territorio vecino, sombrío y peligroso del norte llamado Pohjola. La relación entre ambas tierras y sus personajes, que se transformará en un largo y épico conflicto, culminará en la consecución y posterior despojo del Sampo, un artefacto mágico que creará el eminente herrero Ilmarinen.